# Super GT
De Super GT is een tourwagenkampioenschap in Japan dat sinds 1994 bestaat. Het Super GT kampioenschap wordt gedomineerd door Japanse coureurs en teams.Bekende westerse coureurs die hier uitgekomen zijn zijn Tom Coronel, Ralf Schumacher, Loïc Duval, André Lotterer en Tom Kristensen. Vanaf het seizoen 2018 zal Jenson Button uitkomen voor Honda.

## Geschiedenis

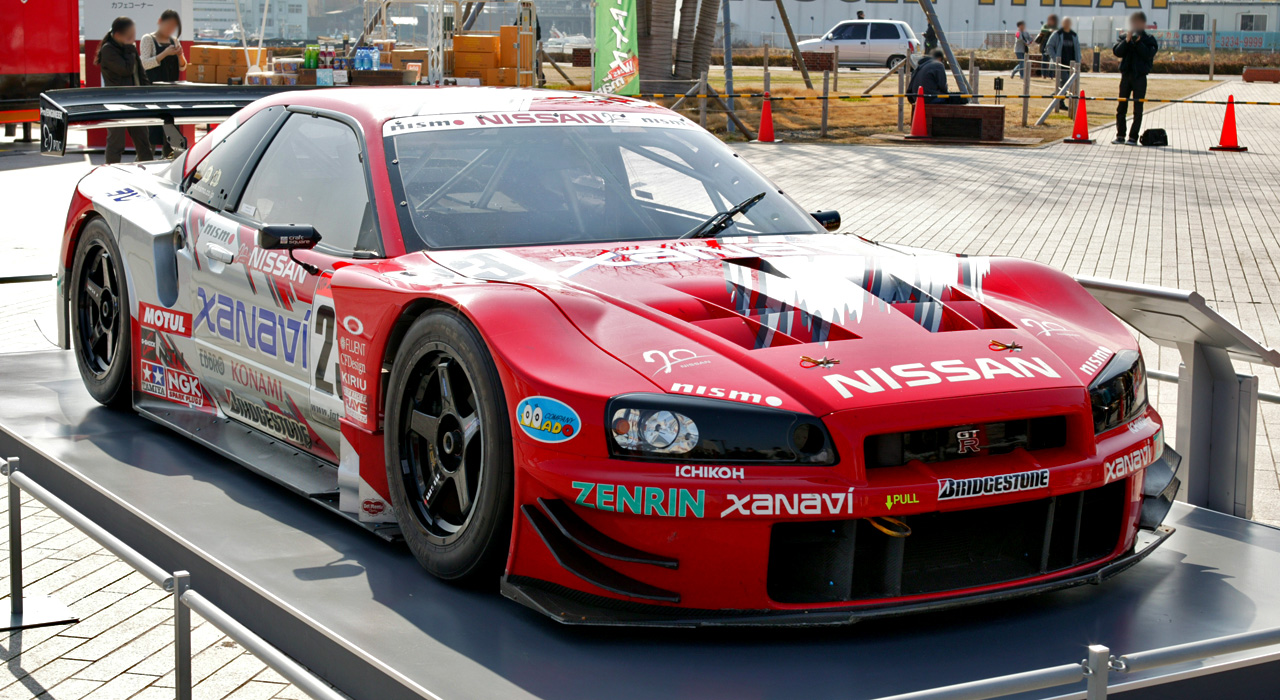
Nissan Xanavi Nismo Skyline GT-R R34

Het is begonnen in  1993 als het JGTC (Japanese Grand Touring Championship), wat voortkwam uit de All Japan Sports Prototype Championship en Japanese Touring Car Championship. Om kosten te sparen en dominantie van teams of merken te voorkomen waren er limieten in vermogen en gewichtspenalty's voor winnaars, zodat het elke race spannend bleef. In 1995 werden de twee categorieën gevormd zoals ze nu nog zijn, de GT500 en GT300.
In 2005 wilde de JGTC een race houden op het Shanghai International Circuit in China, naast de al bestaande race in Sepang International Circuit. Aangezien het kampioenschap nu in meer dan 2 landen gehouden zou worden mocht het echter niet meer als Japan Kampioenschap beschreven worden en moest het directe toestemming krijgen van de FIA. Hierdoor werd de naam veranderd naar Super GT. Echter zou hierna nog steeds maar één race per jaar in het buitenland gehouden worden, maar de naam bleef.
De races zijn tegenwoordig minimaal 250 km lang, met als langste en meest prestigieuze de 1000 km van Suzuka. Deze zal vanaf 2018 echter niet meer op het programma staan. Andere circuits zijn onder andere de Fuji Speedway, Twin Ring Motegi en het Chang International Circuit in Thailand als buitenlandse race. 

## De auto's
De auto's worden in twee klassen onderverdeeld: GT500 en de GT300. De GT500 auto's hebben van oorsprong niet meer dan 500 pk en de auto's in de GT300 klasse hebben van oorsprong niet meer dan 300 pk. Tegenwoordig hebben de GT500 auto's echter meer dan 600 pk en de GT300 auto's tussen de 400 en 550 pk. De GT500 auto's hebben wel veel meer downforce. Ze zijn te onderscheiden aan het feit dat de GT500 auto's witte lichten hebben en de GT300 gele.

### GT500

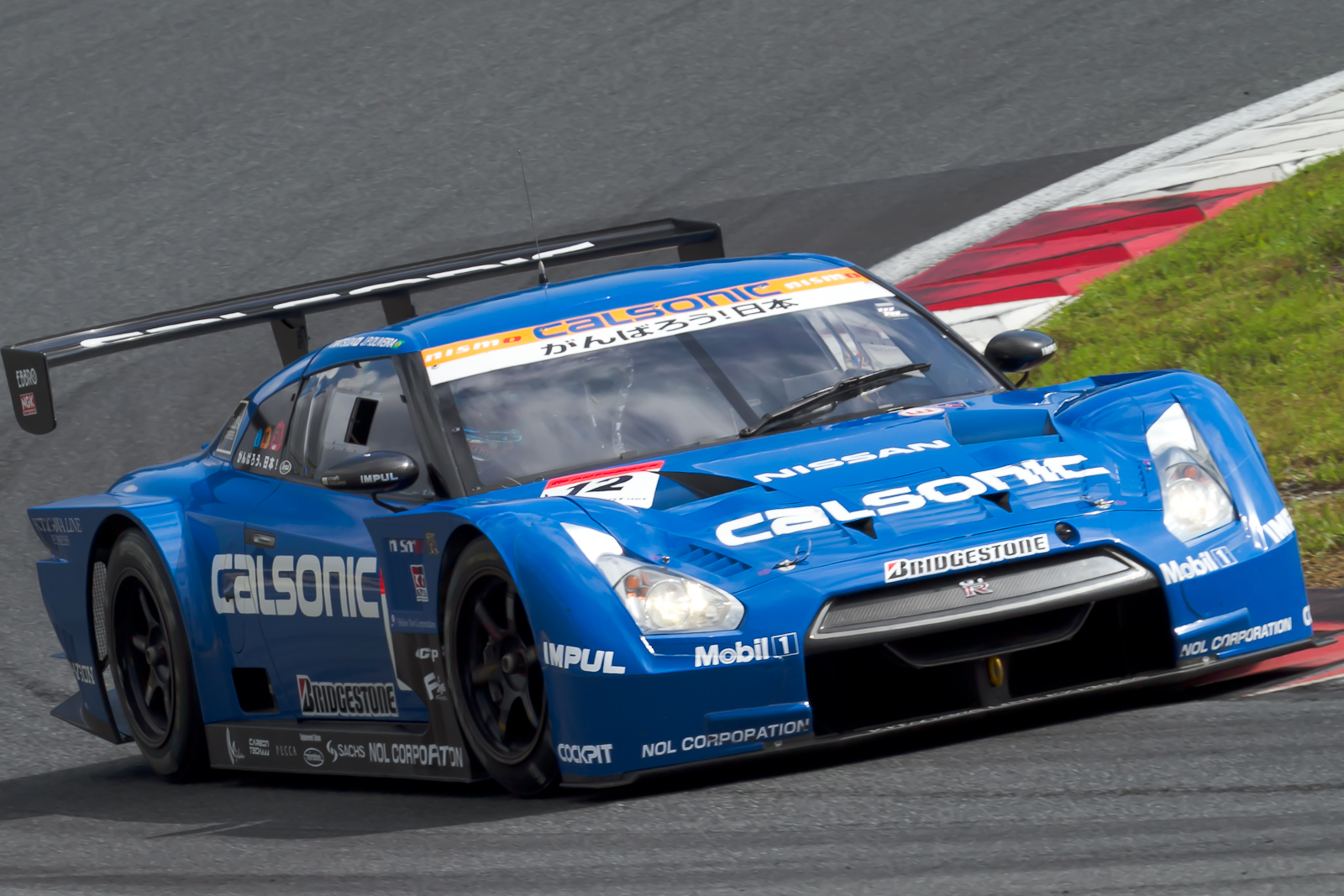
Nissan Calsonic GT-R

De GT500 is de topklasse in de Super GT. Het wordt gedomineerd door de drie grote Japanse automerken: Toyota, Honda en Nissan. Sinds 2006 komt Toyota via hun luxemerk Lexus uit. In het verleden hebben ook Europese merken meegedaan, met wisselend succes. De McLaren F1 GTR is de enige niet Japanse auto die kampioen is geworden, ook Lamborghini, Ferrari en Porsche hebben meegedaan. De Aston Martin DBR9 is de laatste niet Japanse auto die heeft meegedaan, maar bleek kansloos tegen de Super GT machines. ABS, Tractiecontrole en Stabiliteitscontrole zijn niet toegestaan. De teams kunnen kiezen uit de volgende bandenmerken: Bridgestone, Yokohama, Dunlop, Kumho, Michelin en Hankook. Vanaf 2005 is Toyota/Lexus uitgekomen met de Supra, SC430, RC F en LC 500. Nissan met de 350Z en GT-R en Honda met twee generaties NSX en de HSV-010.
In 2014 werd aangekondigd dat de GT500 auto's nieuwe regels, de zogeheten Class One, zou gaan delen met de DTM. Dit betekende aerodynamische veranderingen en 2.0 liter viercilinder twinturbo motoren, die bij de DTM van 2019 ook gebruikt zullen gaan worden. Hiervoor reden de merken met atmosferische V8 motoren, al werden daarvoor ook zescilinders gebruikt door de NSX en 350Z, in het laatste geval met turbo's. In dit jaar werd er voor het eerst een KERS systeem gebruikt, namelijk door de NSX Concept-GT. Dit werd echter in 2017 verboden.
Het tempo van de Super GT machines is vergelijkbaar met de snelste niet-hybride Le Mans Prototypes.
| Merk          | 1996         | 1997         | 1998         | 1999         | 2000         | 2001         | 2002         | 2003         | 2004       | 2005       | 2006       | 2007       | 2008 | 2009 | 2010       | 2011       | 2012       | 2013       | 2014           | 2015           | 2016           | 2017   |  |
| ------------- | ------------ | ------------ | ------------ | ------------ | ------------ | ------------ | ------------ | ------------ | ---------- | ---------- | ---------- | ---------- | ---- | ---- | ---------- | ---------- | ---------- | ---------- | -------------- | -------------- | -------------- | ------ |  |
| Nissan        | Skyline GT-R | Skyline GT-R | Skyline GT-R | Skyline GT-R | Skyline GT-R | Skyline GT-R | Skyline GT-R | Skyline GT-R | Fairlady Z | Fairlady Z | Fairlady Z | Fairlady Z | GT-R | GT-R | GT-R       | GT-R       | GT-R       | GT-R       | GT-R           | GT-R           | GT-R           | GT-R   |  |
| Nissan        | 300ZX        |              |              |              |              |              |              |              |            |            |            |            |      |      |            |            |            |            |                |                |                |        |  |
| Toyota/Lexus  | Supra        | Supra        | Supra        | Supra        | Supra        | Supra        | Supra        | Supra        | Supra      | Supra      | Supra      |            |      |      |            |            |            |            | RC F           | RC F           | RC F           | LC 500 |  |
| Toyota/Lexus  |              |              |              |              |              |              |              |              |            | SC 430     |            |            |      |      |            |            |            |            |                |                |                |        |  |
| Honda         | NSX          | NSX          | NSX          | NSX          | NSX          | NSX          | NSX          | NSX          | NSX        | NSX        | NSX        | NSX        | NSX  | NSX  | HSV-010 GT | HSV-010 GT | HSV-010 GT | HSV-010 GT | NSX Concept-GT | NSX Concept-GT | NSX Concept-GT | NSX    |  |
| McLaren       | F1 GTR       |              |              | F1 GTR       | F1 GTR       | F1 GTR       | F1 GTR       | F1 GTR       |            | F1 GTR     |            |            |      |      |            |            |            |            |                |                |                |        |  |
| Porsche       | 911 GT2      | 911 GT2      | 911 GT2      |              |              |              |              |              |            |            |            |            |      |      |            |            |            |            |                |                |                |        |  |
| Lamborghini   | Diablo       | Diablo       | Diablo       | Diablo       | Diablo       | Diablo       | Diablo       | Diablo       | Diablo     |            |            |            |      |      |            |            |            |            |                |                |                |        |  |
| Lamborghini   |              |              |              |              |              |              |              | Murcielago   |            |            |            |            |      |      |            |            |            |            |                |                |                |        |  |
| Ferrari       | F40          |              |              |              |              |              |              |              | 550 GTS    | 550 GTS    |            |            |      |      |            |            |            |            |                |                |                |        |  |
| BMW           | M3           |              |              |              |              |              |              |              |            |            |            |            |      |      |            |            |            |            |                |                |                |        |  |
| Dodge         |              |              |              | Viper        |              |              |              |              |            |            |            |            |      |      |            |            |            |            |                |                |                |        |  |
| Mirage        |              |              |              |              | GT1          |              |              |              |            |            |            |            |      |      |            |            |            |            |                |                |                |        |  |
| Mercedes-Benz |              |              |              |              |              |              | CLK          |              |            |            |            |            |      |      |            |            |            |            |                |                |                |        |  |
| Vemac         |              |              |              |              |              |              |              | 350R         | 408R       |            |            |            |      |      |            |            |            |            |                |                |                |        |  |
| Aston Martin  |              |              |              |              |              |              |              |              |            |            |            |            |      | DBR9 |            |            |            |            |                |                |                |        |  |

### GT300
De tweede klasse is de GT300, waar zowel fabrieksteams als privéteams meedoen. Tegenwoordig zijn GT3 auto's verantwoordelijk voor een groot deel van het veld. Hier zitten Japanse auto's bij en Europese, zoals de Audi R8 en Mercedes-AMG GT. Vroeger deden er meer exotische merken mee, als ASL en Vemac, maar sinds 2006 werden deze steeds meer vervangen door Europese auto's. Om toch lokale merken kansen te blijven geven werd het MC-concept in 2014 geïntroduceerd. Deze hebben een Dome Mother Chassis en een Nissan V8, terwijl ze eruitzien als straatauto's, zoals de Toyota 86, Lotus Evora en Toyota Mark X.

## Kampioenen
| Jaar |                                      |                                  |                         |                                       |                                        |                                 |
| Jaar | Rijders                              | Team                             | Auto                    | Rijders                               | Team                                   | Auto                            |
|      | Klasse 1                             | Klasse 1                         | Klasse 1                | Klasse 2                              | Klasse 2                               | Klasse 2                        |
| ---- | ------------------------------------ | -------------------------------- | ----------------------- | ------------------------------------- | -------------------------------------- | ------------------------------- |
| 1993 | Masahiko Kageyama                    | NISMO                            | Nissan Skyline GT-R R32 |                                       |                                        |                                 |
| 1994 | Masahiko Kageyama                    | Calsonic Hoshino Racing          | Nissan Skyline GT-R R32 | Sakae Obata                           | Kegani Racing                          | Porsche 964 Carrera RS          |
| 1995 | Masahiko Kageyama                    | Calsonic Hoshino Racing          | Nissan Skyline GT-R R33 | Kaoru Hoshino Yoshimi Ishibashi       | Yoshini Ishibashi                      | Nissan Skyline GTS-R            |
|      | GT500                                | GT500                            | GT500                   | GT300                                 | GT300                                  | GT300                           |
| 1996 | David Brabham John Nielsen           | Team Lark                        | McLaren F1 GTR          | Keiichi Suzuki Morio Nitta            | Team Taisan Jr.                        | Porsche 964 Carrera RSR         |
| 1997 | Pedro de la Rosa Michael Krumm       | Toyota Castrol Team TOM'S        | Toyota Supra            | Manabu Orido Hideo Fukuyama           | RS-R Racing Team with Bandoh           | Nissan Silvia S14               |
| 1998 | Érik Comas Masami Kageyama           | Pennzoil NISMO                   | Nissan Skyline GT-R R33 | Keiichi Suzuki Shingo Tachi           | Team Taisan Jr.                        | Toyota MR-2 SW20                |
| 1999 | Érik Comas                           | Pennzoil NISMO                   | Nissan Skyline GT-R R34 | Morio Nitta                           | Momocorse Racing                       | Toyota MR-2                     |
| 2000 | Ryo Michigami                        | Dome Mugen Project               | Honda NSX               | Hideo Fukuyama                        | Team Taisan Advan                      | Porsche 996 GT3R                |
| 2001 | Hironori Tekeuchi Yuji Tachikawa     | Racing Team Cerumo               | Toyota Supra            | Nobuyuki Oyagi Takayuki Aoki          | Team Daishin                           | Nissan Silvia S15               |
| 2002 | Juichi Wakisaka Akira Iida           | Esso Team Le Mans                | Toyota Supra            | Morio Nitta Shinichi Takagi           | ARTA                                   | Toyota MR-S                     |
| 2003 | Satoshi Motoyama Michael Krumm       | Xanavi NISMO                     | Nissan Skyline GT-R     | Mitsuhiro Kinoshita Masataka Yanagida | Hasemi Motorsport                      | Nissan Fairlady Z Z33           |
| 2004 | Satoshi Motoyama Richard Lyons       | NISMO                            | Nissan Fairlady Z Z33   | Tetsuya Yamano Hiroyuki Yagi          | M-TEC                                  | Honda NSX                       |
| 2005 | Yuji Tachikawa Toranosuke Takagi     | Zent Cerumo                      | Toyota Supra            | Kota Sasaki Tetsuya Yamano            | Team Reckless                          | Toyota MR-S                     |
| 2006 | Juichi Wakisaka André Lotterer       | Open Interface Toyota Team TOM'S | Lexus SC430             | Tetsuya Yamano Hiroyuki Iiri          | RE Amemiya Racing Asparadrink          | Mazda RX-7 FD3S                 |
| 2007 | Daisuke Ito Ralph Firman             | Autobacs Racing Team Aguri       | Honda NSX               | Kazuya Oshima Hiroaki Ishiura         | Cars Tokai Dream 28 Privée Kenzo Asset | Mooncraft/Riley Shiden MC/RT-16 |
| 2008 | Satoshi Motoyama Benoît Tréluyer     | Petronas Toyota Team TOM'S       | Lexus SC 430            | Kazuki Hoshino Hironobu Yasuda        | MOLA                                   | Nissan Fairlady Z Z33           |
| 2009 | Juichi Wakisaka André Lotterer       | Lexus Team Petronas TOM'S        | Lexus SC 430            | Manabu Orido Tatsuya Kataoka          | Racing Project Bandoh                  | Lexus IS 350                    |
| 2010 | Takashi Kogure Loïc Duval            | Weider Honda Racing              | Honda HSV-010 GT        | Kazuki Hoshino Masataka Yanagida      | Hasemi Motorsport                      | Nissan Fairlady Z Z33           |
| 2011 | Ronnie Quintarelli Masataka Yanigada | MOLA                             | Nissan GT-R             | Nobuteru Taniguchi Taku Bamba         | GSR&Studie with Team UKYO              | BMW Z4 GT3                      |
| 2012 | Ronnie Quintarelli Masataka Yanigada | MOLA                             | Nissan GT-R             | Kyosuke Mineo Naoki Yokomizo          | Team Taisan Endless                    | Porsche 911 GT3-R               |
| 2013 | Kohei Hirate Yuji Tachikawa          | Lexus Team Zent Cerumo           | Lexus SC430             | Hideki Mutoh Yuhki Nakayama           | Team Mugen                             | Honda CR-Z                      |
| 2014 | Ronnie Quintarelli Masataka Yanigada | Nismo                            | Nissan GT-R             | Nobuteru Taniguchi Tatsuya Kataoka    | Goodsmile Racing & Team Ukyo           | BMW Z4 GT3                      |
| 2015 | Ronnie Quintarelli Masataka Yanigada | Nismo                            | Nissan GT-R             | André Couto                           | Gainer                                 | Nissan GT-R NISMO GT3           |
| 2016 | Heikki Kovalainen Kohei Hirate       | Lexus Team SARD                  | Lexus RC F              | Takeshi Tsuchiya Takamitsu Matsui     | VivaC team Tsuchiya                    | Toyota 86 MC                    |
| 2017 | Ryo Hirakawa Nick Cassidy            | Lexus Team KeePer TOM'S          | Lexus LC 500            | Nobuteru Taniguchi Tatsuya Kataoka    | Goodsmile Racing & Team Ukyo           | Mercedes-AMG GT3                |